# سانتا كاتالينا (خوخوي)
سانتا كاتالينا هي مدينة صغيرة في مقاطعة جوجوي وهي عاصمة إقليم سانتا كاتالينا في الأرجنتين.(7) هي أقصى مدينة في شمال-غرب الأرجنتين وهي ثاني أكثر قرية أهلية في الأرجنتين بعد El Angosto. تحتوي المدينة على مناجم صغيرة للذهب، إذ يمكن العثور على رواسب للذهب في النهر بالاستعانة بغربال. يعيش سكانها على تربية حيوان اللاما بالإضافة إلى حيوانات أخرى، وزرع الأشجار المثمرة.

## السياحة
يزور السياح مدينة سانتا كاتالينا خاصة من أجل كنيستها القديمة التي تعود للقرن السابع عشر والذي تتيز ببناء ذو طابع يغلب عليه فن التصوير الاستعماري. يقع أمام الساحة الرئيسية للمدينة، بجانب المبنى القديم لعائلة سارافيا Saravia، مما شكل تناسقا معماريا جميلا. يحتوي برج الكنيسة، الذي يبلغ طوله 10 أمتار، على ثلاث طوابق متداخلة، ويبلغ عرضه 10 أمتار بنفس عرض الصحن، وقد بني فوق العتبة. قد تم تغيير مذابح الكنيسة القديمة بأخرى يعود تاريخها إلى القرن العشرين. كما تشتهر أيضا بحلوياتها المصنوعة يديويا الكاسيلو Quesillo (1)

## النشاط الزلزالي
إن النشاط الزلزالي لمنطقة خوخوي متكرر لكن بكثافة منخفضة، إذ تعيش المنطقة صمتا زلزاليا يدوم 40 سنة يعقبه زلزال متوسط أو شديد. (2)
- زلزال 1863 (3) : رغم اعتياد المدينة على الزلازل منذ عصور ما قبل التاريخ لكن هذا الزلزال بتاريخ 4 يناير 1863 (4) كان الأكثر تدميرا في تاريخ المدينة إذ بلغت قوته 6.4 على سلم ريختر. لكن هذا لم يغير شيئا في إجراءات السلامة وقوانين البناء.(2)
- زلزال 1948 (5) : تحديدا 25 أغسطس 1848 بقوة 7.0 على سلم ريختر. وقد دمرت العديد من المباني وخلفت شقوقا أرضية في مناطق واسعة. (2)(4)
- زلزال 2009 : تحديدا 6 نوفمبر 2009 بقوة 5.6 على سلم ريختر.

## أبرشيات الكنيسة الكاثوليكية في سانتا كاتالينا
| العبادة الإقليمية | السلالة الرومانية الكاثوليكية الإقليمية هوماهواكا |
| ----------------- | ------------------------------------------------- |
| أبرشية            | سانتا كاتالينا الاسكندرية (6)                     |